# Jakob Unrest
Jakob Unrest (Baviera, 1430 – Techelsberg am Wörther See, 1500) è stato uno storico austriaco.
Jakob Unrest fu parroco di Sankt Martin am Techelsberg, oggi nel comune di Techelsberg am Wörther See, tra il 1466 e il 1500. Nel 1470, fu attivo come maestro di coro a Maria Saal. Si pensa che studiò a Vienna, e lì annodò relazioni con umanisti, anzi, probabilmente partecipò ad alcuni circoli di umanisti, stando a ciò che riferiscono alcune fonti successive.
Egli redasse una cronaca di Austria e Ungheria, nonché una cronaca regionale per la Carinzia. Come altri storici tedeschi suoi contemporanei, ad esempio Giovanni di Viktring, si servì della lingua tedesca anziché di quella latina. Il suo lavoro più dettagliato è la cronaca austriaca, che abbraccia il periodo tra il 1379, quando inizia lo sviluppo delle linee albertina e leopoldina degli Asburgo, fino al 1499. Per quel che riguarda la Carinzia, invece, essa comprende le incursioni turche del 1473-1483, l'occupazione ungherese del 1480-90, le rivolte dei contadini della Carinzia. Contestualmente, Unrest fornisce degli accenni agli avvenimenti del suo tempo in Italia e Borgogna. Unrest descrisse altresì lo stato della società alla fine del XV secolo, ma non fu solo muto spettatore: criticò Federico III, nonché lo stato spirituale del tempo, ritenendo una punizione divina le invasioni turche e le sollevazioni contadine. Al contrario, mise in buona luce Mattia Corvino, re d'Ungheria, e il suo successore Massimiliano I d'Asburgo. 

## Opere
- Jakob Unrest, Karl Grossmann (Hrsg.): Österreichische Chronik. Weimar 1957, Nachdruck 2001, ISBN 3-921575-07-9
  - (DE)  Versione online della Digitale Bibliothek der Bayerischen Staatsbibliothek (bib-bvb.de)
- Jakob Unrest, Franz Krones von Marchland (Hrsg.): Ungarische Chronik. Mitteilungen des Instituts für österreichische Geschichtsforschung 1, 1880
- Jakob Unrest, S. F. Hahn (Hrsg.): Kärntner Chronik von der Urzeit bis 1335 mit einem Anhang über ausgestorbene Adelsgeschlechter. 1724